# Юшкова, Виктория Анатольевна
Виктория Анатольевна Юшкова (до 2022 — Журбенко; род. 17 марта 1996, Афины) — российская волейболистка. Центральная блокирующая. Мастер спорта России.

## Биография
Виктория Юшкова (Журбенко) родилась в столице Греции Афинах в семье баскетболиста Анатолия Журбенко, игравшего в то время за греческий «Олимпиакос» из соседнего с Афинами города Пирея. Позже семья переехала в Волгоград, где в 2004 году Виктория начала заниматься волейболом. В 14-летнем возрасте была приглашена в местную команду «Волжанка», выступавшую в высшей лиге «Б» чемпионата России, за которую отыграла 4 сезона, а в 2014 заключила контракт с командой суперлиги — саратовским «Протоном».
В составе «Протона» Журбенко за три сезона в суперлиге провела 42 матча, а в 2016 стала бронзовым призёром розыгрыша Кубка России. Параллельно волейболистка выступала и за молодёжную команду клуба, выиграв в её составе золотые и дважды серебряные награды Молодёжной лиги.
В 2013—2015 волейболистка играла за юниорскую и молодёжную сборные России, в составе которых принимала участие в чемпионате Европы среди девушек (2013) и чемпионатах Европы (2014) и мира (2015) среди молодёжных команд.
В 2017—2018 и 2022—2023 Виктория Юшкова (Журбенко) — игрок команды «Липецк-Индезит». В 2018—2020 играла за «Сахалин».  

### Клубная карьера
- 2010—2014 —  «Волжанка» (Волгоград);
- 2014—2017 —  «Протон» (Саратовская область);
- 2017—2018 —  «Липецк-Индезит» (Липецк);
- 2018—2020 —  «Сахалин» (Южно-Сахалинск);
- 2021—2022 —  «Италмас-ИжГТУ» (Ижевск);
- 2022—2023 —  «Липецк» (Липецк).

## Достижения
- бронзовый призёр розыгрыша Кубка России 2016.
- чемпионка (2015) и двукратный серебряный призёр (2016, 2017) Молодёжной лиги чемпионата России.